# Walentina Iwanowna Pugatschowa
Walentina Iwanowna Pugatschowa (russisch Валентина Ивановна Пугачёва; * 14. Mai 1935 in Malyniwka, Sowjetunion; † 13. April 2008 in Sankt Petersburg) war eine sowjetische bzw. russische Theater- und Film-Schauspielerin sowie Synchronsprecherin.

## Herkunft und Laufbahn
Walentina Pugatschowa kam in der Ukrainischen SSR als Tochter des Militärtechnikers Iwan Timofejewitsch († 1974) und der Hausfrau Milania Iwanowna Pugatschowa (1915–2009) zur Welt. 1940 zog die Familie aus beruflichen Gründen nach Leningrad. Infolge des Deutsch-Sowjetischen Krieges mussten Mutter und Tochter nach Kudymkar übersiedeln, konnten im August 1943 jedoch in Walentinas Geburtsort zurückkehren. Ab 1945 lebte Pugatschowa erneut in Leningrad und beendete dort ihre schulische Laufbahn.
Nach der erfolgreichen Teilnahme an einem Vorsprechen zog sie 1953 nach Moskau und studierte am Staatlichen All-Unions-Institut für Kinematographie unter Sergei Gerassimow und Tamara Makarowa. Dem Abschluss im Jahr 1958 folgte die Verpflichtung für das Lenfilmstudio sowie das Leningrader Theater der Kinodarsteller, an dem Pugatschowa bis zur dessen Auflösung in den 1990er Jahren aktiv war.
Ihr Filmdebüt gab die dunkelhaarige Mimin 1955 mit einer ungelisteten Rolle in Gerassimows Kurzfilmdrama Надежда (Nadeschda). 1960 spielte sie in Свет в окне (Swet w okne, 1960) ihre erste Hauptrolle, die zweite folgte ein Jahr später in Длинный день (Dlinny den). Weitere wichtige Auftritte hatte Pugatschowa in Весна на Заречной улице (Wesna na Saretschnoi ulize), Ночной гость (Notschny gost, beide 1958), После свадьбы (Posle swadby, 1962) und Snegurotschka (1969). Ab den 1970er Jahren wurden ihr im Hinblick auf ihre Asthmaerkrankung zunehmend kleinere Rollen und Synchronisationen, überwiegen für Filme aus den Unionsrepubliken, zugedacht. Das letzte Engagement vor der Kamera stellte der siebte Teil der Krimireihe Улицы разбитых фонарей-1 (Ulizy rasbitych fonarei-1, 1998) dar.

## Privates
Bei den Dreharbeiten zu Notschny gost lernte Pugatschowa den Kameramann Wladimir Alexandrowitsch Burykin (1928–1999) kennen und heiratete ihn kurz darauf. 1959 wurde die gemeinsame Tochter Xenia geboren, die später ein technisches Studium absolvierte. Sie hatten außerdem drei Enkelkinder namens Alija, Timur und Damir.
Im Jahr 2008 erlitt Pugatschowa eine Lungeninsuffizienz, verweigerte aber jegliche Krankenhausbehandlung. Die ehemalige Schauspielerin starb in der Wohnung, die sie einst als Prämie für die Rolle in Wesna na Saretschnoi ulize erhielt, und wurde neben ihrem Mann auf dem Friedhof von Repino beigesetzt. Pugatschowas Tod führte bei ihrer Mutter zu einem gesundheitlichen Zusammenbruch, sie blieb bis zu ihrem Tod im darauffolgenden Jahr bettlägerig.

## Filmografie (Auswahl)

### Darstellerin
- 1956: Das Schicksal des Trommlers (Sudba barabanschtschika)
- 1958: Feuriges Blut (Oleko Dunditsch)
- 1966: Die Verschwörung in der Botschaft (Sagowor poslow)
- 1966: In der Stadt S. (W gorode S.)
- 1969: Snegurotschka
- 1974: Zarewitsch Proscha
- 1976: Der unbekannte Nachfolger (Nesnakomy nasljebnik)
- 1994: Russische Symphonie (Russkaja simfonija)

### Synchronsprecherin
- 1957: Flammen an der Grenze (Bian zhai feng huo)
- 1965: Supernova – für Liina Orlova
- 1976: Der weiße Dampfer (Bely parochod) – für Sabira Kumuschalijewa